# Komisarz Winter
Komisarz Winter (tytuł oryg. Kommissarie Winter, 2010) – szwedzki serial kryminalny, który swoją premierę w Polsce miał 19 czerwca 2011 roku na kanale Ale Kino!.
Serial jest ekranizacją cyklu bestsellerowych powieści pisarza Åke Edwardsona.

## Opis fabuły
Detektyw Erik Winter pracuje w wydziale zabójstw w Göteborgu. Jest doświadczonym funkcjonariuszem, a zarazem człowiekiem obdarzonym dużą wrażliwością. Zbrodnie, które bada, nie są dla niego jedynie zagadkami kryminalnymi. Znalezienie i ukaranie sprawców ludzkich tragedii jest dla detektywa kwestią moralną. Erik Winter jest najmłodszym komisarzem w dziejach göteborskiej policji. Zaangażowany w obowiązki zawodowe nie zapomina jednak o swojej żonie i córkach. Sprawy, którymi zajmuje się detektyw, odzwierciedlają polityczną i społeczną rzeczywistość współczesnej Szwecji.

## Obsada
- Magnus Krepper jako komisarz Winter
- Amanda Ooms jako Angela Winter
- Peter Andersson jako komisarz Bertil Ringmar
- Jens Hultén jako Fredrik Halders
- Sharon Dyall jako Aneta Djanali
- Viktor Trägårdh jako Lars Bergenheim
- Stig Engström jako Öberg
- Tilde Kamijo jako Elsa Winter
- Dellie Kamijo jako Lily Winter
- Anna Åström jako Beatrice

## Spis odcinków
| Premiera odcinka | N/o | Polski tytuł          | Szwedzki tytuł    |
| ---------------- | --- | --------------------- | ----------------- |
|                  |     |                       |                   |
| SERIA PIERWSZA   |     |                       |                   |
|                  |     |                       |                   |
| 19.06.2011       | 01  | Najpiękniejsza kraina | Vänaste land      |
| 19.06.2011       | 02  | Najpiękniejsza kraina | Vänaste land      |
|                  |     |                       |                   |
| 26.06.2011       | 03  | Pokój numer 10        | Rum nummer 10     |
| 26.06.2011       | 04  | Pokój numer 10        | Rum nummer 10     |
|                  |     |                       |                   |
| 03.07.2011       | 05  | Prawie umarły         | Nästan död man    |
| 03.07.2011       | 06  | Prawie umarły         | Nästan död man    |
|                  |     |                       |                   |
| 10.07.2011       | 07  | Ostatnia zima         | Den sista vintern |
| 10.07.2011       | 08  | Ostatnia zima         | Den sista vintern |
|                  |     |                       |                   |